# Mertensophryne lonnbergi
Mertensophryne lonnbergi là một loài cóc trong họ Bufonidae. Chúng là loài đặc hữu của Kenya.
Các môi trường sống tự nhiên của chúng là các khu rừng vùng núi ẩm nhiệt đới hoặc cận nhiệt đới, vùng cây bụi nhiệt đới hoặc cận nhiệt đới vùng đất cao, đồng cỏ khô nhiệt đới hoặc cận nhiệt đới vùng đất thấp, đầm nước ngọt, đầm nước ngọt có nước theo mùa, đất canh tác, vùng đồng cỏ, và ao.